# ماكس فيسك (لاعب كرة قاعدة)
ماكس فيسك (بالإنجليزية: Max Fiske)‏ هو لاعب كرة قاعدة أمريكي، ولد في 12 أكتوبر 1888 في شيكاغو في الولايات المتحدة، وتوفي بنفس المكان في 25 مايو 1928.

## وصلات خارجية
- ماكس فيسك على موقعبيزبول رفرنس.كوم (الدوري الرئيسي) (الإنجليزية)
- ماكس فيسك على موقعبيزبول رفرنس.كوم (الدوري الثانوي) (الإنجليزية)